# The Wolfpack
The Wolfpack, förkortat (WP), är supporterklubb till ishockeylaget Färjestad BK, hemmahörande i Karlstad. Supporterklubben grundades 1986 under namnet Guld Soporna efter att ha vunnit SM-guld samma år. Säsongen 1994-95 bytte klubben namn till The Wolfpack med anledning av att Färjestad under 1990-talet kallades för Färjestad Wolves. 
WP:s medlemsantal har varierat genom åren från ca 50 personer första säsongen till ca 800 medlemmar. Idag är WP en av Sveriges största supportgrupper inom ishockey. Medlemsantal sades vara år 2007 1186 medlemmar.